# بيرند كيليان
بيرند كيليان هو لاعب كرة قدم سويسري في مركز الدفاع، ولد في 15 ديسمبر 1965. لعب مع FC Wangen bei Olten ‏.